# سعید مدرس
سعید مدرس (زادهٔ ۱ مرداد ۱۳۵۶) خواننده، آهنگساز و تنظیم‌کننده ایرانی است. او همچنین در زمینه طراحی، نقاشی و ساخت نماهنگ نیز فعالیت دارد. او دانش‌آموخته مقطع کارشناسی عمران است.

## زندگی
سعید مدرس در ۱ مرداد سال ۱۳۵۶ در اصفهان زاده شد. اصلیت پدر او از اصفهان و مادر او از گیلان است. وی یک خواهر دارد.
در سال ۱۳۶۸ خانواده وی از اصفهان به محله قیطریه تهران کوچ می‌کنند.

## فعالیت‌ها
او در سن ۱۸ سالگی وارد دنیای موسیقی شد و در سال ۱۳۸۶ نخستین آلبوم خود را با نام «زندگی» ارائه کرد که شامل ۸ ترانه است. او پس از انتشار این آلبوم، ایران را ترک کرد.
پس از ترک ایران، وی مدتی در قبرس و سپس در دبی و بیش از یک سال را در ترکیه گذراند. آلبوم او با نام یک اتفاق خوب شامل ۹ ترانه در سال ۱۳۸۸ توسط آونگ میوزیک در خارج از ایران انتشار یافت که ترانه دنیای وارونه از این آلبوم با موفقیت زیادی روبرو شد و به نوعی ترانه معرف او شد. او یکسال پس از انتشار این آلبوم به دعوت آرمین هاشمی برای انتشار این آلبوم در ایران به کشور بازگشت. او پس از بازگشت به ایران به مدت ۴ سال ممنوع‌الکار بود.
در اسفند ۱۳۹۲ او آلبوم ساحل چمخاله را که نخستین آلبوم رسمی او محسوب می‌شود ارائه کرد. این آلبوم که تهیه آن در حدود سه سال زمان برده‌است شامل ۱۱ ترانه است که آهنگ‌ها و تنظیم‌های آن را خودش بر عهده داشته‌است.
سعید مدرس پس از دریافت مجوزهای لازم، نخستین کنسرت خود را در ۲۲ خرداد ۱۳۹۳ در سالن میلاد نمایشگاه بین‌المللی تهران اجرا کرد. سیروان خسروی، شهرام شکوهی، بابک جهانبخش و نسرین مقانلو از جمله میهمانان ویژه این کنسرت بودند.
وی کار تنظیم چند ترانه آز آلبوم خداحافظ را برای گروه آریان انجام داده‌است.

## آلبوم‌ها
- زندگی (۱۳۸۶)
- یک اتفاق خوب (۱۳۸۸)
- ساحل چمخاله (۱۳۹۲)

## ترانه‌ها
•  آلبوم زندگی (۱۳۸۶):
 •  وقتی رفتی
 •  عادت
 •  چشم‌های بارانی
 •  من و تو
 •  زندگی ادامه داره
 •  معجزه من
 •  عکس تو
 •  عشق ایرانی
 •  آلبوم یک اتفاق خوب (۱۳۸۸):
 •  دنیای وارونه
 •  من تو رو اشتباهی گرفتم
 •  یک اشتباه خوب
 •  برگرد به من
 •  پشت شیشه
 •  گریه نکن
 •  با من راحت باش
 •  یعنی الان کجاست
 •  باید عشقو کنترل کرد
 •  انتظار
 •  ریمیکس فال
 •  تصویری از تو
 •  من تغییر کردم
 •  روح بهار (۱۳۹۳)
 •  میشه یه بار تجربه کرد (۱۳۹۳)
 •  وابسته (۱۳۹۳)
 •  دیونگی (۱۳۹۳)
 •  کاناپه (۱۳۹۳)
 •  من بی‌دلیل خوشحالم (۱۳۹۳)
 •  ترافیک (۱۳۹۳)
 •  حال سهراب (۱۳۹۳)
 •  خوشبختی (۱۳۹۳)
 •  من بی تو (۱۳۹۳)
 •  فردا نمیشه (۱۳۹۴)
 •  من حساسم (۱۳۹۴)
 •  مرغ سحر (۱۳۹۴)
 •  برنده (۱۳۹۴)
 •  ای دل (۱۳۹۴)
 •  تنهایی (۱۳۹۵)
 •  آوای اردیبهشت (۱۳۹۶)
 •  عطر دنیات (۱۳۹۶)
 •  معجزه (۱۳۹۶)
 •  یه جای دور (۱۳۹۷)